# Daniel-kastély (Olasztelek)
Az erdővidéki Olasztelek jelentős műemléke a Daniel-kastély (románul Castelul Daniel) a falu központjában található reneszánsz stílusú  épület.

## Története
A falu neve először 1333-ban szerepelt a korabeli dokumentumokban, Olazteluk néven. Az (Anjou) Károly Róbert király által letelepített olasz mesteremberekről kapta nevét, emléküket ma is őrzik a Markó és Kolumbán családnevek.
A Daniel-kastély helyén már a 16. század végén is állt egy udvarház, mely Báthory Gábor fejedelem adományaként 1609-ben került a vargyasi Daniel család birtokába. 
Bethlen Gábor fejedelem 1621-ben megerősítette bizalmasa, Dániel (I.) Mihály (+1641) olaszteleki birtokjogát.
A lebontott udvarház anyagának felhasználásával épült fel, a mai kastély magjának számító központi épületrész alsó szintje, melyet magas kőfallal vettek körül.
Bethlen Gábor is gyakran időzött a kastélyban, nyaranta ott üdült, télen vadászni járt a környékre.
Az építkezéseket Daniel Mihály unokája, Daniel (II.) Mihály idején még két szakaszban folytatták, a század második felére alakult ki a kastély mai képe. 
1668-ban Daniel János fiai felosztották egymás között az udvarházat.
Daniel (II.) Mihály 1668–1669 között a központi épületrészhez toldatta az északkeleti szárnyat, melynek emlékét őrzi a kastély keleti oldalán másodlagosan elhelyezett címeres kőtábla.
1680 körül a Daniel család újabb építkezéseket folytatott a kastélyon, ők rendelték meg a központi épületrész felső szintjét, erre utal a nagyméretű stukkódísz, mely szerint a munkálatok 1680. szeptember 20-án fejeződtek be.
Mivel a vargyasi Daniel család olaszteleki ága 1801-ben férfiágon kihalt, a birtokot Dániel Jozefa fia, br. Rauber von Plankenstein Károly örökölte, akinek leánya, Mária a vargyasi ágból származó br. Dániel (II.) Gáborhoz (1824-1915) ment feleségül, így 1853-ban a kastély újból a Daniel család tulajdonába került.
A kastélyon az utolsó nagyobb méretű átalakítás az új tulajdonosok megrendelésére az 1880-1890-es években történt. Daniel Gábor és Rauber Mária megrendelésére épült a központi épületrészhez derékszögben csatlakozó északi, klasszicizáló szárny. Az emeleti részen két félköríves záródású ablak között terrakotta lapon a család címerét helyeztették el. Daniel Gábor alakíttatta ki az udvarra néző, nagyméretű, félköríves záródású ablakokat, illetve a másik oldalon a téglaépítésű lábakon nyugvó verandát is.
Az oszlopos udvari tornác szintén az ő megbízásukból készült a 20. század elején.
A két világháború közötti időszakban az olaszteleki birtok Szalacsi Béláné Da

niel Anna (1883-1987)  tulajdona volt, tőle vásárolta meg 1946-ban két helyi család.
1949-ben a kastélyt államosították, ennek következtében az eredeti bútorzat elkallódott, az épületben irodahelyiségek kaptak helyet. A későbbiekben magtárként és vegyszerraktárként használták, állapota pedig folyamatosan romlott.
A rendszerváltást követően az egykori vásárlók örökösei visszakapták, majd eladták a kastélyt. Az új tulajdonosok, a háromszéki Rácz Attila és Rácz Lilla a szakszerűen felújíttatott épületben kezdetben kulturális rendezvényeket tartottak,  majd európai uniós forrásokból szállóvá alakították a kastélyt.

## Leírása

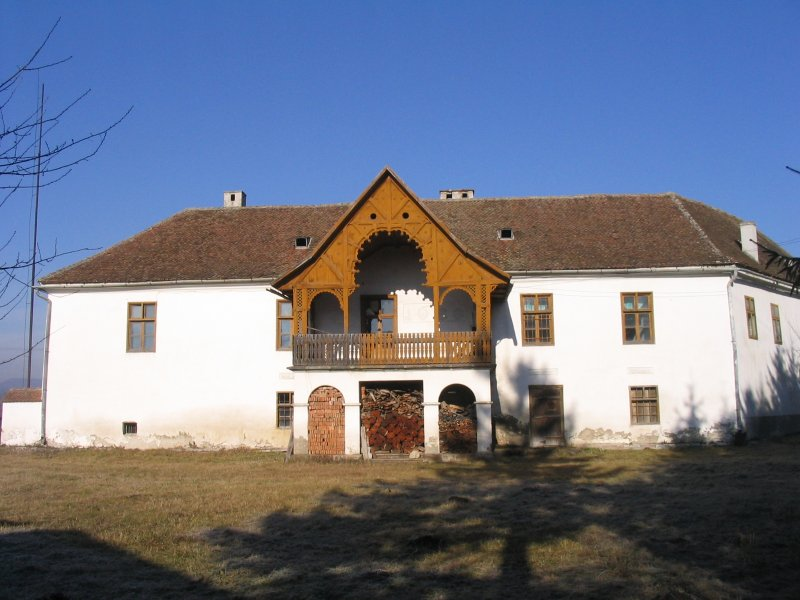
Dániel-kastély

A Dániel-kastély keletkezésének idejétől késő reneszánsz formákat őriz, a 19. század folyamán klasszicista ízlésű épületrészekkel bővítették ki.
A napjainkban látható kastély felépítése három szakaszra osztható.
A központi épületrészhez a keleti irányban rövidebb szárny kapcsolódik, az északnyugati sarkához pedig derékszögben toldottak egy épületrészt.
Az épület legrégebbi része,  a központi épületszárny északnyugati végében található pince  a felette levő helyiségekkel. Ez tekinthető a Dániel Mihály által legelsőként megépített udvarháznak. 
A nyolc helyiségből álló ősi lak bővítése Dániel János idejében kezdődött, majd 1653-ban bekövetkezett halála után nagyobbik fia, Dániel (II.) Mihály folytatta az építkezéseket.
Az 1680-as átalakítások alkalmával a hosszabb épületszárnyra is emeletet építettek, ezen munkálatok emlékét örökítették meg az épület hosszabb szárnyának út felőli emeleti homlokzatán látható nagyméretű stukkódíszen, melyen az 1680-as évszám olvasható.
Az emeletes rövidebb szárny alsó szintjén eredetileg kapubejáró volt. 
A díszes 1-est követő 6-os számjegyben az MD iniciálék láthatók, ezt követi a 8-as számjegybe beszerkesztett „DIE 20 SP.TMBRIS" dátum, mely szeptember 20-át jelöli, a 0-ban a HI kezdőbetűk foglalnak helyet.
Az 1669-es építés emlékét őrzi a kastély belső udvaráról az épületbe nyíló vörös andezitből készült egyik ajtó kerete is, melynek szárköveit befelé forduló  késő reneszánsz profilozás díszíti. Szemöldökkövének fogrovatos párkánya alatti pajzsán a címert is készíttető házaspár MD és HI monogramjai az 1669-es évszámot fogják közre.
A fülkének a timpanon alatti részét a család jelmondata és a készítés éve tölti ki:
DEUS PROVIDEBIT / ANNO 1669.
A timpanon két oldalán egy-egy csonkagúla alakú tagozat emelkedik, ennek felső végeit levelek díszítik. Az igényes kivitelezésű, faragott címer az 1980-as években került vissza eredeti helyére, egy ideig a  székelykeresztúri múzeum kőtárában őrizték.
Az út felőli homlokzaton befalazva néhány reneszánsz ablakszemöldök-kő látható, mindezek valószínűleg másodlagos elhelyezésűek.
A tornáctól keleti irányban lévő ajtó feletti befalazott szemöldökkő profildíszébe középen bevágva egy levéldíszen az MD iniciálékat, a profilozás fölött az 1680-as évszámot jeleníti meg.
Az épület az emelet felépítése után egészen a 19. század közepéig megőrizte formáját.
Báró Rauber Nándor tulajdonába kerülve, átalakították az épület emeletén lévő termek beosztását, és más kisebb felújításokat  is végeztek.
Az utolsó nagyobb méretű javítás Dániel Gábor nevéhez fűződik, felesége Rauber Mária révén került újra az épület a Danielek tulajdonába.

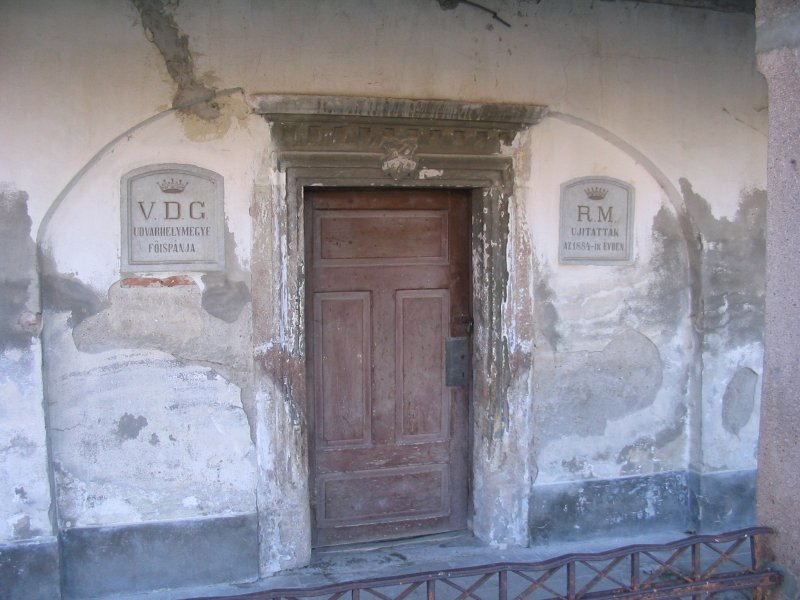
Kapubejáró

1884-ben Dániel Gábor csatoltatja az épület központi részéhez az északkeletre néző klasszicizáló szárnyat, a félköríves ablakokkal, a háromszögű oromfalon a család címerében szereplő terrakotta lapon megjelenített hattyúval. Ugyancsak ő falaztatja be a kapubejárót is, akkor került oda az 1649-es évszámot és ID monogramot viselő ajtókeret, valamint annak két oldalára az 1884-es építkezésről megemlékező két feliratos kőtábla:
V. D. G. / UDVARHELYMEGYE / FŐISPÁNJA és R. M. / UJITATTÁK / AZ 1884-IK ÉVBEN.
Valószínűleg akkor kapta az épület az udvarra néző nagyméretű félköríves ablakait is.
A kastély utcafelőli homlokzatához az 1890-es évek elején épült hozzá a Draskóczy Jenő mérnök által tervezett veranda.
Az alsó szinten árkádosan kiképzett építmény emeletének faszerkezete aprólékos faragást és igényes  kivitelezést mutat.
Az épület végső formáját a 20. század elején nyerte el, amikor az udvari, élszedett andezit oszlopokkal kialakított tornáccal egészítették ki. Az 1988-as  felújítási munkálatok során került elő az utcai homlokzat stukkódísze.

## Külső hivatkozások
- A Dániel-kastély honlapja
- Olaszteleki Daniel kastély, 2005 – YouTube-videó
- Feléled az olaszteleki kastély – Háromszék napilap, 2010. július 24.